# Woolworth Building
Le Woolworth Building est l'un des plus anciens gratte-ciel de l'arrondissement de Manhattan, à New York. Il fait partie des cinquante plus hauts gratte-ciel du pays, avec 57 étages et une hauteur de 241 mètres. Depuis 1966, il est inscrit sur la liste des National Historic Landmarks.
Sa construction fut achevée en 1913 selon les plans de l'architecte Cass Gilbert, dans un style néogothique. Il abritait alors le siège de l'entreprise de Frank Woolworth. Il se trouve à proximité de l'hôtel de ville de New York, dans le sud de Manhattan. Il fut le plus haut gratte-ciel du monde jusqu'en 1930 (année de la construction du 40 Wall Street et du Chrysler Building). Il fut vendu en 1998 au groupe Witkoff pour 155 millions de dollars.

## Architecture

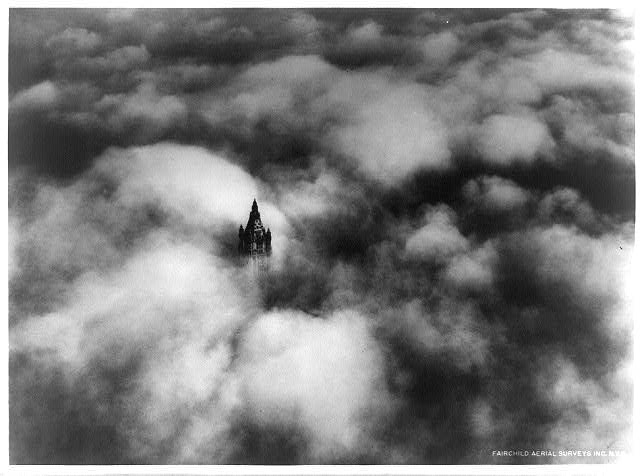
Au-dessus des nuages.

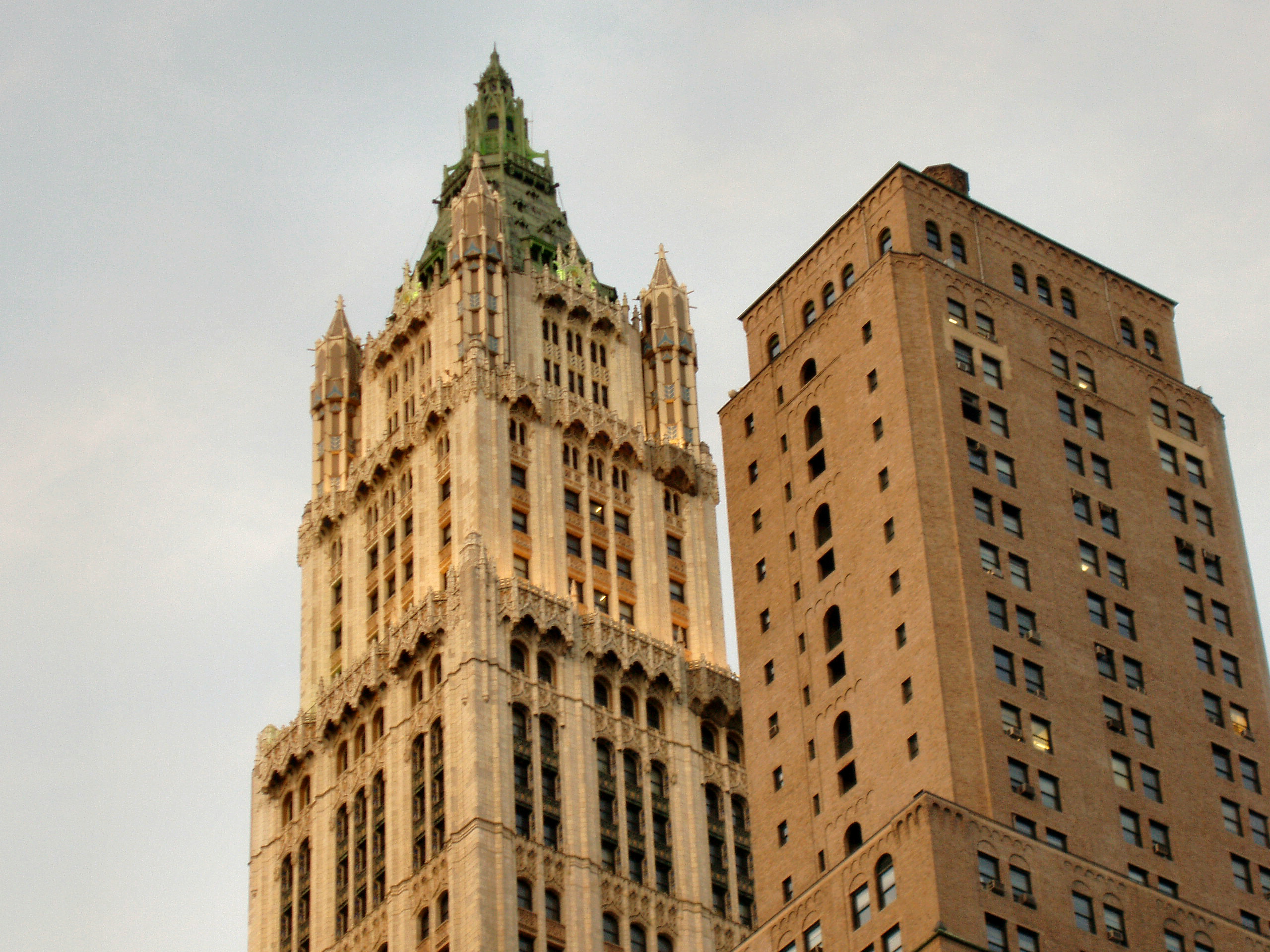
Détail architectural.

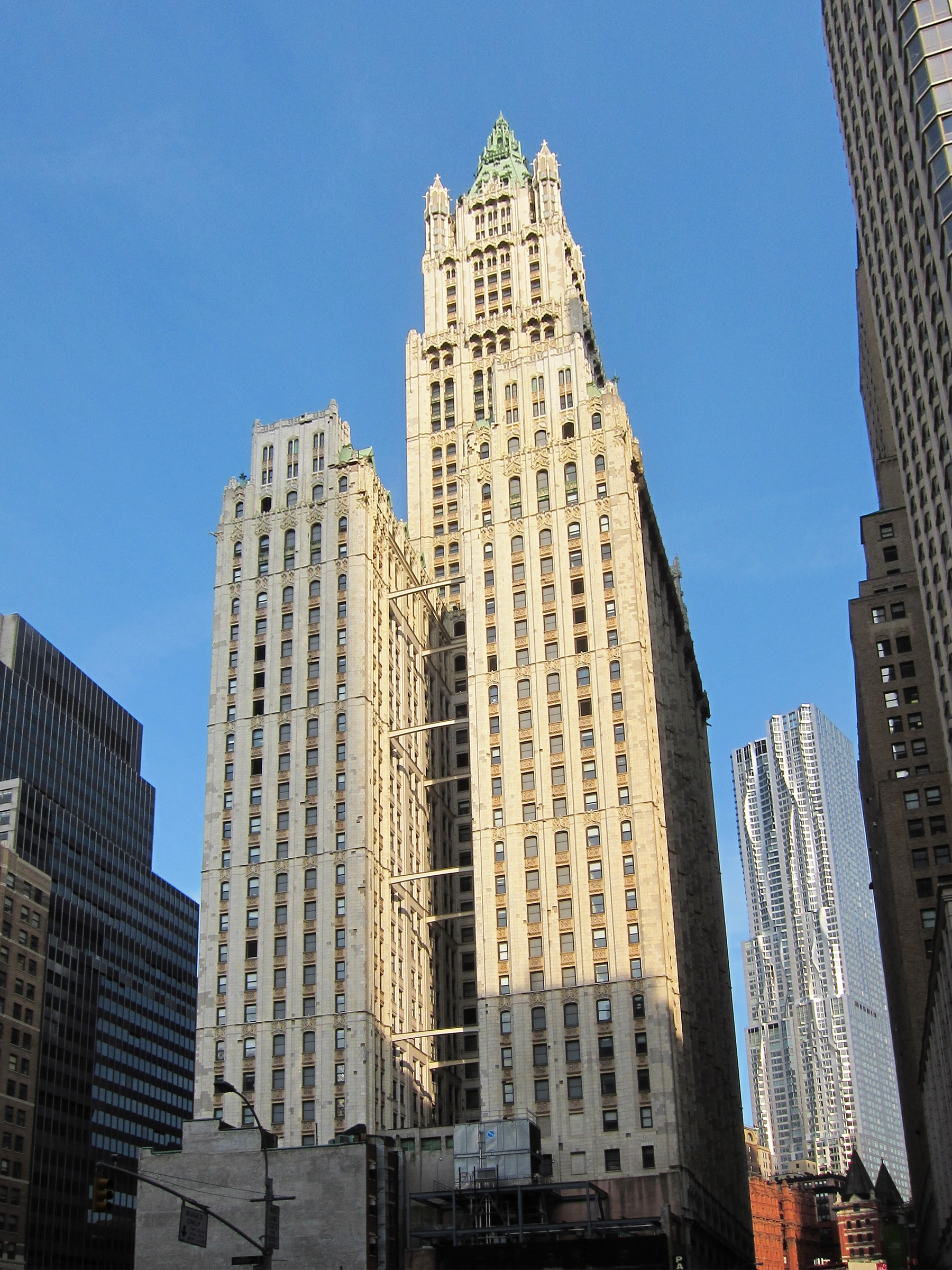
Vue arrière.

La construction du bâtiment fut commandée en 1910 par Frank Woolworth qui désirait un bâtiment construit dans un style néogothique sur Broadway, en face du New York City Hall. Il fit ainsi appel à Cass Gilbert dont le style s'inspirait principalement des beaux-arts. Le building devait abriter le siège social de la chaîne de magasins à bon marché dirigée par Woolworth, les Five-and-Ten-Cent-Stores. Il ouvrit ses portes le 24 avril 1913, avec une hauteur finale de 241 mètres, alors que les plans originels prévoyaient un bâtiment haut de 190,5 mètres. Le coût total de la construction fut de 13,5 millions de dollars, réglés en cash. Lors de l'inauguration, Woolworth se trouvait à Washington, d’où il pressa un bouton qui mit en marche les 80 000 ampoules qui avaient été placées sur l'immeuble.
Avec une splendeur et un style propre aux cathédrales gothiques européennes, le gratte-ciel fut baptisé « cathédrale du commerce » (cathedral of commerce) par le révérend S. Parkes Cadman lors de la cérémonie d'ouverture. Avec sa hauteur de 241 mètres, le Woolworth Building s'adjugeait aussi le titre de gratte-ciel le plus haut du monde, qui était jusque-là détenu par la Metropolitan Life Insurance Company Tower haute de 213 mètres. Ce titre fut conservé par le Woolworth Building de 1913 à 1930, où il fut dépassé par le 40 Wall Street qui culminait à 282 mètres. Jusqu'en 1945, un observatoire accueillait les visiteurs au 58e étage du building à la manière de l'Empire State Building qui demeure une référence pour les touristes, étant situé au cœur de Manhattan.
Le Woolworth Building présente une forme assez atypique, avec une tour qui culmine à 241 mètres, et à l'arrière du bâtiment, une partie en forme de U d'une hauteur de 28 étages. La tour était censée donner l'illusion qu'elle était un gratte-ciel qui tenait de lui-même, ce qui explique pourquoi son architecture a été très travaillée, et présente de nombreux détails. La décoration extérieure du gratte-ciel a été moulée dans des panneaux de terre cuite (dans le style architectural terra-cotta) de couleur calcaire. Dans la partie supérieure de la tour, autour du sommet pyramidal, quatre piliers très marqués, sans corniches, donnent au gratte-ciel l'illusion d'une poussée ascendante pointée vers le ciel. Une grande partie de la façade en terre cuite a par la suite été remplacée par de la pierre artificielle, et les 27 étages de la tour ont été convertis en logements.
Les nombreux détails d'inspiration gothique comme les gargouilles, les arcs-boutants, les fleurons et les pinacles sont concentrés sur le très visible sommet pyramidal de l'immeuble, de telle sorte qu'ils sont visibles au niveau de la rue, pourtant située plus de 200 mètres en contrebas. Le couloir cruciforme, richement décoré, présente un plafond voûté, des mosaïques, et des représentations de Cass Gilbert, Louis Horowitz et Woolworth. Le bureau de Woolworth, construit dans un style Empire et orné de marbre a été conservé.
L'ossature en acier du bâtiment, soutenue par d'immenses caissons pénétrant la roche dure du sous-sol est l'œuvre de l'ingénieur Gunvald Aus. Les ascenseurs à haute vitesse du gratte-ciel étaient en outre innovants, et le nombre élevé de bureaux accessibles via ces ascenseurs rendait la structure rentable. Les locataires de l'immeuble comptent la Irving Trust bank, ainsi que Columbia Records qui possédait un studio d'enregistrement dans le building.

### Le hall
Le hall du Woolworth Building est immense, et d'une hauteur de trois étages. Son plafond voûté est recouvert de mosaïques byzantines et le style gothique de l'extérieur de l'immeuble trouve son complément dans les divers balcons ornés de fresques, les filigranes en bronze, les motifs dorés, ou encore les escaliers recouverts de marbre. Le lobby est en outre pourvu de six représentations des acteurs de la construction de l'immeuble : Frank Woolworth est ainsi représenté en train de compter ses bénéfices, alors que l'architecte du bâtiment, Cass Gilbert s'accroche frénétiquement à une maquette du gratte-ciel.
L’accès au hall d’entrée est interdit au public.

## Dans la culture populaire
La fin du film Il était une fois se déroule dans l'immeuble, où se déroule un bal costumé : une partie du toit, des baies vitrées, l'antenne et un des piédestaux seront détruits par la reine, transformée en dragon.
Dans la série Ugly Betty, il accueille le rôle du siège de Meade Publications.
Dans le film Les Animaux fantastiques, le Woolworth Building est le siège du Congrès magique des États-Unis d'Amérique (Magical Congress of the United States of America), qui dirige la population magique des États-Unis.